# 中山勝一
中山 勝一（なかやま かついち）は、日本の男性アニメーター、アニメーション演出家、アニメーション監督。スタジオカラー所属。

## 来歴
かつては動画工房に所属し、アニメーターとして数々の作品に参加していた。後にガイナックスへ活動拠点を移し、同社制作作品『彼氏彼女の事情』第25話「これまでと違うお話」で演出家デビューを果たす。近年は他社作品の演出面を中心に活躍しており、『西の善き魔女 Astraea Testament』は自身の初監督作品となる。

## 作品リスト

### テレビアニメ
1984年
- 超攻速ガルビオン（原画）

1985年
- ダーティペア（原画）

1986年
- がんばれ!キッカーズ（1986年 - 1987年、作画監督）

1988年
- おそ松くん（1988年 - 1989年、原画）

1990年
- 平成天才バカボン（作画監督・原画）

1993年
- 幽☆遊☆白書（1993年 - 1994年、原画）
- 海がきこえる（原画）

1995年
- 新世紀エヴァンゲリオン（原画）

1996年
- セイバーマリオネットJ（1996年 - 1997年、原画）

1997年
- 剣風伝奇ベルセルク（1997年 - 1998年、原画）　

1998年
- 彼氏彼女の事情（1998年 - 1999年、演出・作画監督・原画）

2001年
- ポケットモンスタークリスタル ライコウ雷の伝説（原画・OP原画）
- カスミン（2001年 - 2003年、原画）

2002年
- 藍より青し（演出）
- まほろまてぃっく〜もっと美しいもの〜（絵コンテ）

2003年
- 魔法遣いに大切なこと（絵コンテ・演出）
- E'S OTHERWISE（絵コンテ・演出）
- クロノクルセイド（2003年 - 2004年、絵コンテ・演出）
- R.O.D -THE TV-（絵コンテ）
- 藍より青し〜縁〜（演出）

2004年
- この醜くも美しい世界（絵コンテ・演出）
- 巌窟王（2004年 - 2005年、絵コンテ・演出・原画）

2005年
- これが私の御主人様（絵コンテ・演出）
- ハチミツとクローバー（コンテ・演出）

2006年
- 西の善き魔女 Astraea Testament（監督・絵コンテ・演出）
- ゼーガペイン（絵コンテ・演出）

2007年
- 天元突破グレンラガン（絵コンテ・演出）

2011年
- ダンタリアンの書架（絵コンテ）

2013年
- 宇宙戦艦ヤマト2199（演出）

2014年
- 東京ESP（絵コンテ）

2018年
- フルメタル・パニック! Invisible Victory（監督・絵コンテ・演出）

2022年
- ジョジョの奇妙な冒険 ストーンオーシャン（絵コンテ・演出）

2023年
- アンデッドアンラック（演出）

時期未定
- ダーウィン事変（シリーズディレクター）

### 劇場アニメ
1996年
- 劇場版 新きまぐれオレンジ☆ロード（原画）

1997年
- 新世紀エヴァンゲリオン劇場版 DEATH & REBIRTH シト新生（原画）
- 新世紀エヴァンゲリオン 劇場版 THE END OF EVANGELION Air/まごころを、君に（#26原画）

1998年
- 劇場版ポケットモンスター ミュウツーの逆襲（原画）
- パーフェクトブルー（原画）

1999年
- 劇場版 アキハバラ電脳組 2011年の夏休み（原画）

2000年
- デジモンアドベンチャー ぼくらのウォーゲーム!（原画）
- 劇場版 ああっ女神さまっ（原画）

2002年
- 劇場版ポケットモンスター 水の都の護神 ラティアスとラティオス（原画）

2004年
- 新暗行御史（レイアウト）

2006年
- ブレイブ ストーリー（キャラクター設定）

2007年
- 劇場版ポケットモンスター ダイヤモンド&パール ディアルガVSパルキアVSダークライ（原画）

2009年
- ヱヴァンゲリヲン新劇場版:破（副監督）

2012年
- ヱヴァンゲリヲン新劇場版:Q（副監督）

2014年
- モーレツ宇宙海賊 ABYSS OF HYPERSPACE -亜空の深淵-（副監督）

2016年
- planetarian 〜星の人〜（シリーズディレクター）

2021年
- シン・エヴァンゲリオン劇場版:||（監督・原画）

### OVA
1988年
- トップをねらえ（動画）

1989年
- 紅い牙 ブルー・ソネット（キャラクターデザイン・作画監督）

1992年
- バカボンおそ松のカレーをたずねて三千里（作画監督）
- 帝都物語（原画）

1993年
- ジョジョの奇妙な冒険（-1994年、原画）

1995年
- GOLDEN BOY さすらいのお勉強野郎（原画）
- 今日から俺は!!（原画）

1996年
- お嬢様捜査網（原画）

1997年
- でたとこプリンセス（絵コンテ・演出・OP原画）

1999年
- てなもんやボイジャーズ（原画）

2000年
- ジョジョの奇妙な冒険 ADVENTURE（-2002年、原画）
- 青の6号（原画）

2002年
- 殺し屋1 THE ANIMATION EPISODE.0（絵コンテ）

2004年
- トップをねらえ2!（-2006年、演出）

### Webアニメ
- planetarian 〜ちいさなほしのゆめ〜（2016年、シリーズディレクター）

### ゲーム
- ワイルドアームズ アドヴァンスドサード（2002年、アニメーション作画）
- テイルズ オブ レジェンディア（2005年、アニメーション原画）